# 麻栗镇 (德昌县)
麻栗镇，原为麻栗乡，是中华人民共和国四川省凉山彝族自治州德昌县下辖的一个乡镇级行政单位。2019年12月，撤销阿月镇，将其所属行政区域划归麻栗镇管辖。

## 行政区划
麻栗镇下辖以下地区：
民主村、三合村、大坝村、鹿厂村和点马村。